# Löffelsterz (Schonungen)
Löffelsterz ist ein Gemeindeteil der Gemeinde Schonungen im unterfränkischen Landkreis Schweinfurt in Bayern. Löffelsterz ist das höchstgelegene Kirchdorf des Landkreises aber nicht die höchstgelegene Ortschaft, diese ist Hoppachshof auf 403 m ü. NHN. Löffelsterz ist Standort des Golf Clubs Schweinfurt.

## Geografie
Löffelsterz liegt elf Kilometer nordöstlich von Schweinfurt und sechs Kilometer nordöstlich von Schonungen. Das Dorf liegt in der Schweinfurter Rhön, 6 km südlich vom Ellertshäuser See, in einer Rodungsinsel. Der Ort liegt auf einem am Nordrand bis auf 400 m ü. NN ansteigenden Hochplateau, das bis in die Nachkriegsjahrzehnte mitunter schneereich war.

## Geschichte
Die erste urkundliche Erwähnung datiert aus dem Jahr 1234. Graf Otto von Botenlauben schenkte in jenem Jahr das Dorf dem von ihm gegründeten Kloster Frauenroth. Nachdem die Löffelsterzer ab 1460 der Familie von Berlichingen und ab 1526 denen von Pommersfelden zehntpflichtig waren, ging die Zehntpflicht an die Familie von Erthal. Lehnsherr war der Hochstift Würzburg. In den 1660er Jahren kam das Dorf in den Besitz der Universität Würzburg.
Bei Feuersbrünsten in den Jahren 1787 und 1791 wurden große Teile des Dorfes zerstört.
Am 1. Mai 1978 wurde Löffelsterz in die Gemeinde Schonungen eingegliedert.

## Kultur und Sehenswürdigkeiten

### Regelmäßige Veranstaltungen
Die Kirchweih findet jährlich Ende November statt.
Die Faschingssitzung der Löffelsterzer Faschingsbande (eine Abteilung des SV-Blau-Weiß Löffelsterz) findet immer am Freitag und Samstag, zwei Wochen vor Aschermittwoch statt.

### Pfarrkirche St. Ägidius

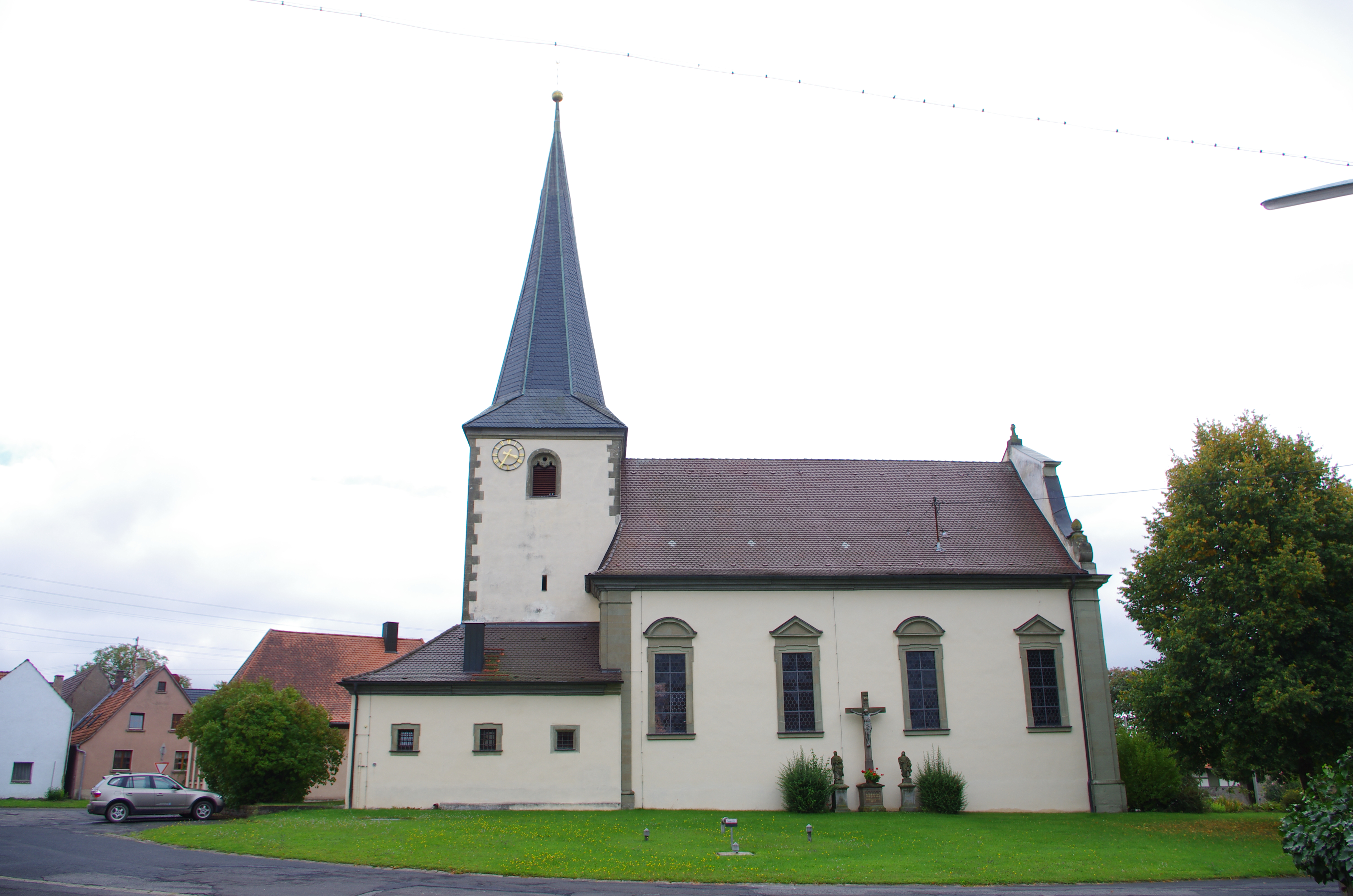
Pfarrkirche St. Ägidius

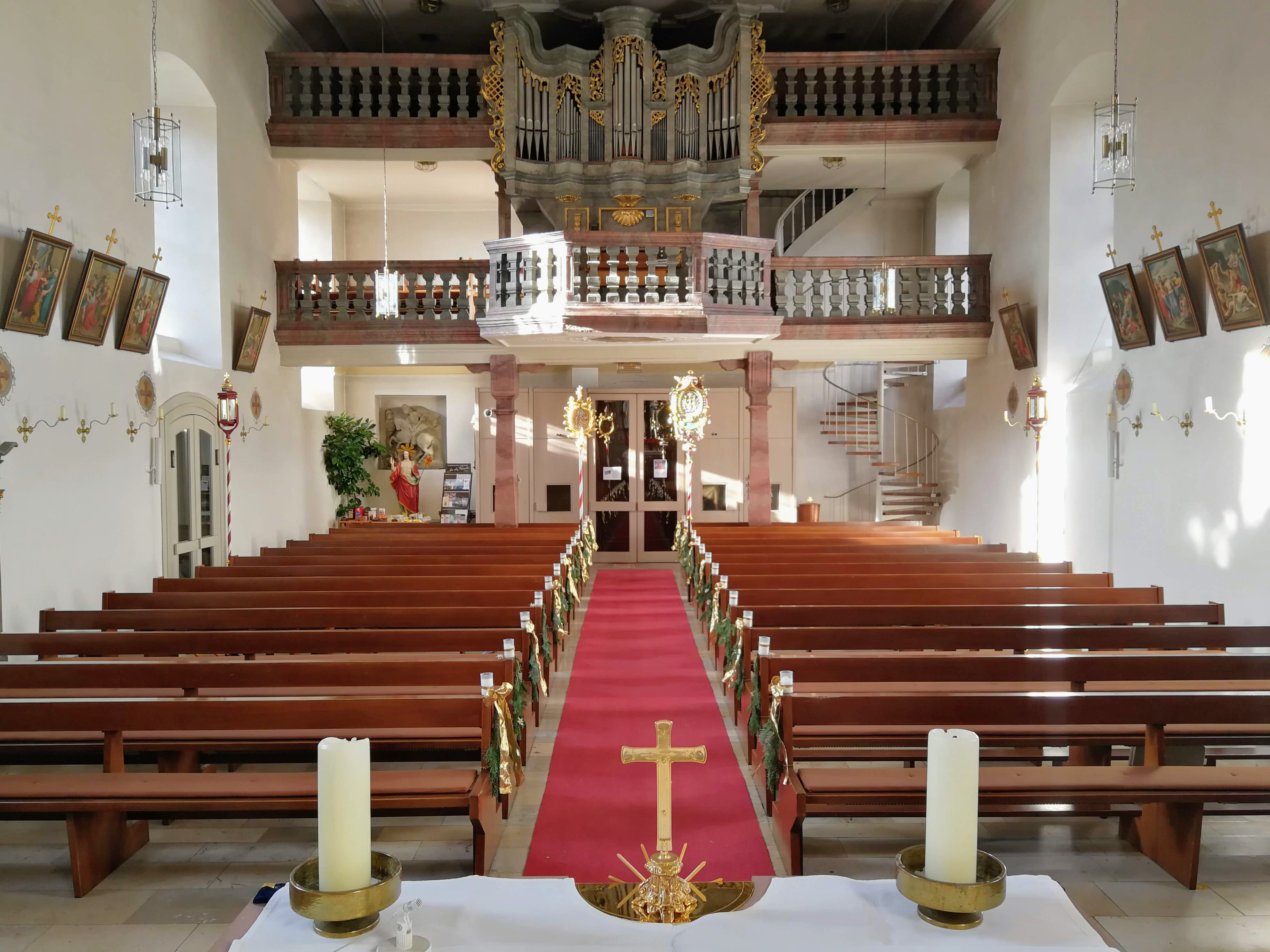
Blick ins Kirchenschiff

1612 ließ Julius Echter von Mespelbrunn die Pfarrkirche neu errichten. 120 Jahre später wurde abermals ein neues Gotteshaus gebaut. Der von Baumeister Jörg Bierdemphel aus Goßmannsdorf ausgeführte Bau wurde im November 1737 geweiht. 1875 wurde bis auf die Orgel die gesamte Ausstattung veräußert und stattdessen eine neugotische angeschafft. 1900 erwarb der Pfarrer von Löffelsterz in Augsburg die jetzige Rokokoausstattung, die auf circa 1750 datiert wird. In den Jahren 2005/2006 wurde der Innenraum renoviert, ein neuer Volksaltar und ein neuer Ambo angeschafft.
Die Kirche besteht aus einem Langhaus mit Spiegelgewölbe und vier Fensterachsen. Der Altarraum verfügt über ein Fenster nach Süden und hat ein Kreuzgratgewölbe. Der Taufstein datiert aus dem Jahre 1565, die Stuckaturen an der Langhausdecke stammen von 1732. Vom Würzburger Orgelbaumeister Johann Philipp Seuffert stammt die 1736 gebaute Orgel. Die Altarblätter stammen alle von Franz Krombach.

### Bau- und Naturdenkmäler

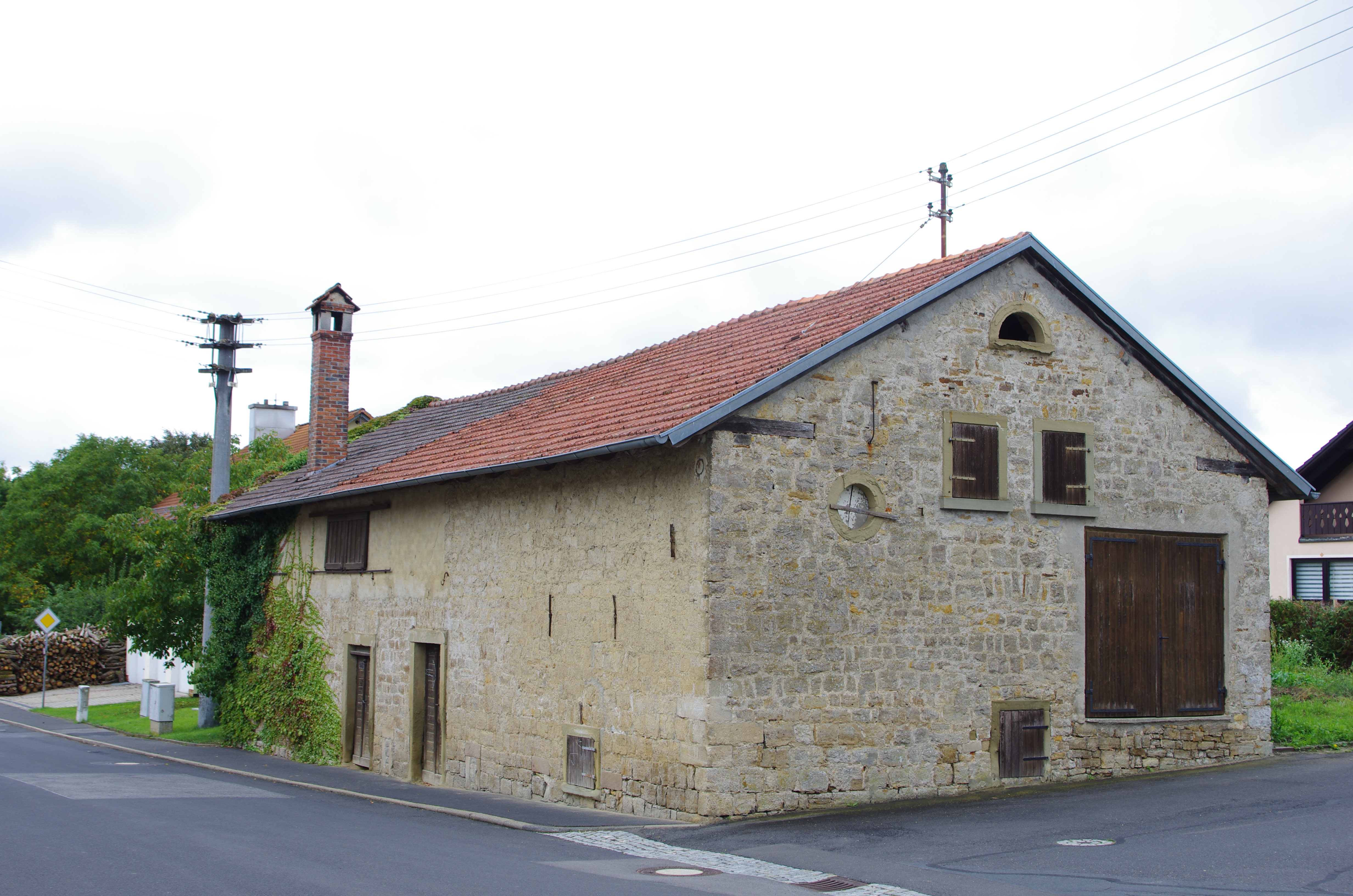
Kommunbrauhaus

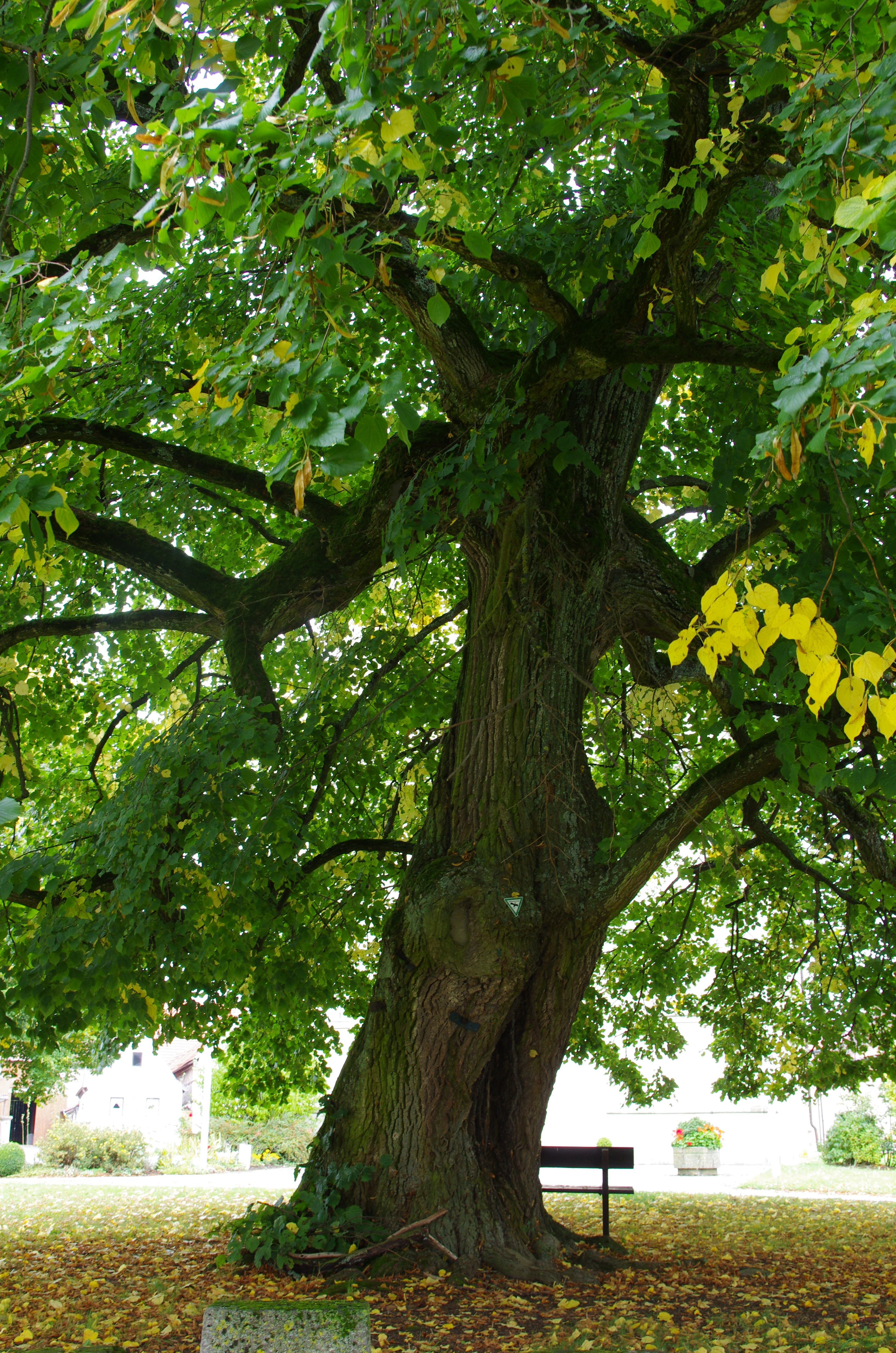
Dorflinde vor der Kirche

Neben der Kirche stehen im Ortsgebiet das Kommunbrauhaus und mehrere Bildstöcke unter Denkmalschutz.
Die Dorflinde vor der Kirche im Dorfzentrum ist als Naturdenkmal unter Schutz gestellt.

## Wirtschaft und Infrastruktur
Der Erwerb von Waren des täglichen Bedarfs ist in Löffelsterz nicht möglich. Der Einzelhandel in Schonungen füllt diese Lücke weitgehend. In Löffelsterz ist eine Autowerkstatt ansässig. Bis 2004 gab es eine große Gärtnerei, die sich auf Orchideen spezialisiert hatte, am Ortsrand. Die ehemaligen Gewächshäuser dienen nun als Lagerort für Hilfsgüter eines gemeinnützigen Vereins.

### Bildung
Im Gemeindeteil Löffelsterz existiert kein Kindergarten, die Kindergartenkinder besuchen die Kindergärten in Marktsteinach oder Abersfeld. Zum Kindergarten in Abersfeld existiert ein Bring- und Abholservice. Die Grundschüler besuchen die Grundschule im Hauptort Schonungen, wo sich seit dem Schuljahr 2011/12 auch eine Realschule befindet. Die Schüler der Mittelschule müssen in Schonungen umsteigen und nach Gochsheim fahren. Die nächsten Gymnasien befinden sich in Schweinfurt.

### Verkehr
Löffelsterz liegt direkt an der Staatsstraße 2266, die 4 km nordöstlich von Löffelsterz in die Bundesstraße 303 und 8 km südwestlich in die Bundesstraße 26 mündet. Mehrmals täglich fährt an den Werktagen ein Bus des OVF von Löffelsterz nach Schweinfurt. Nachts erfolgt der Transport über ein Anrufsammeltaxi.
Über den Bahnhaltepunkt Schonungen (etwa 8 km entfernt) existiert ein Anschluss an das deutsche Bahnnetz.

## Sport und weitere Vereinigungen

### Sportverein
Ein Sportverein bietet neben Fußball auch Korbball, Tischtennis und Gymnastik an. Die Herren-Fußballmannschaft spielt in der Kreisliga. Zudem wirkt der Sportverein bei der alljährlichen Faschingssitzung mit.

### Golfclub Schweinfurt
Der Golfclub Schweinfurt, mit über 1000 Mitgliedern, unterhält in Löffelsterz eine 18-Loch-Anlage, einen öffentlichen 6-Loch-Kurzplatz und eine öffentliche Driving Range.

Golfclub Schweinfurt mit 24-Loch-Anlage in Löffelsterz
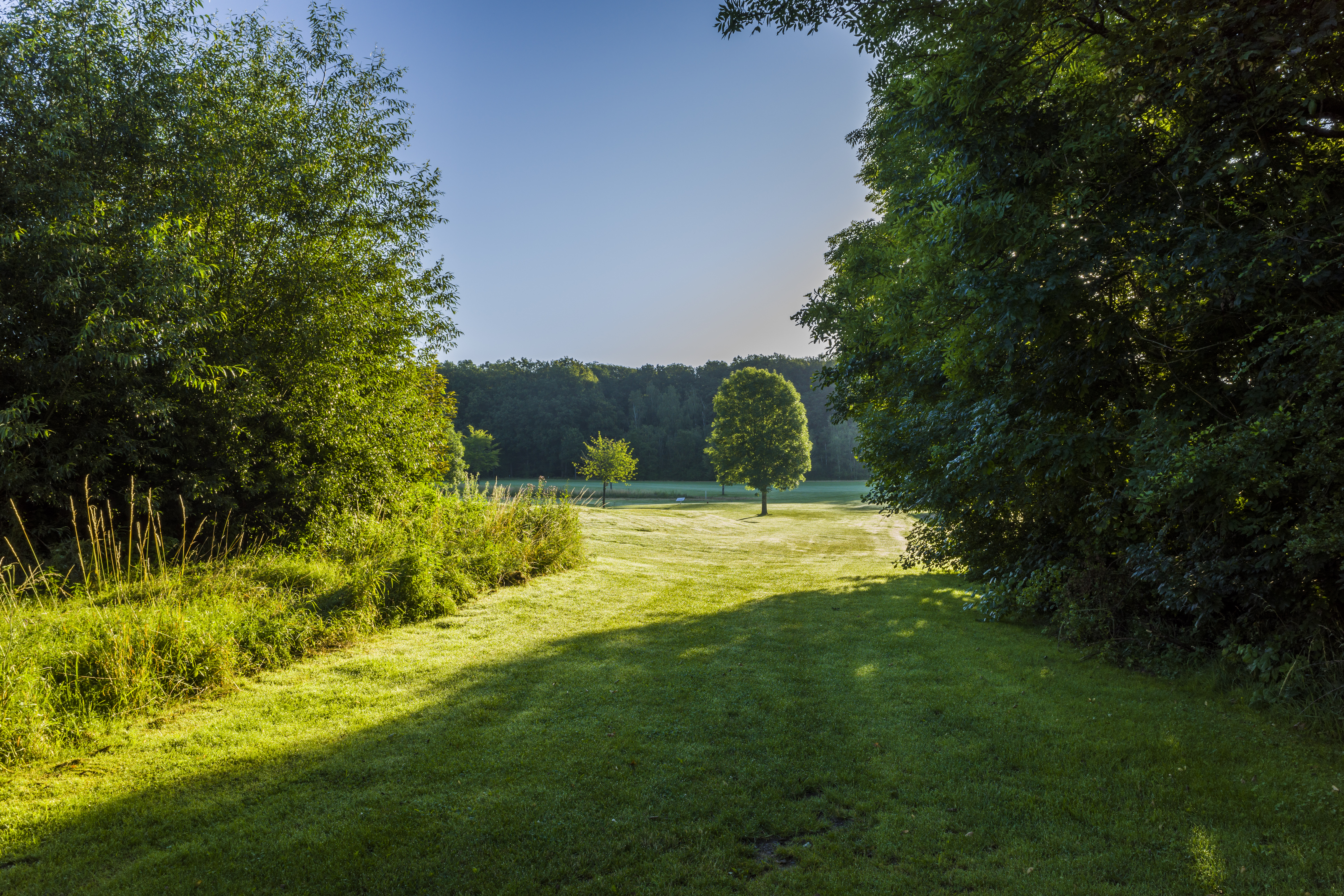
Am 6. Loch
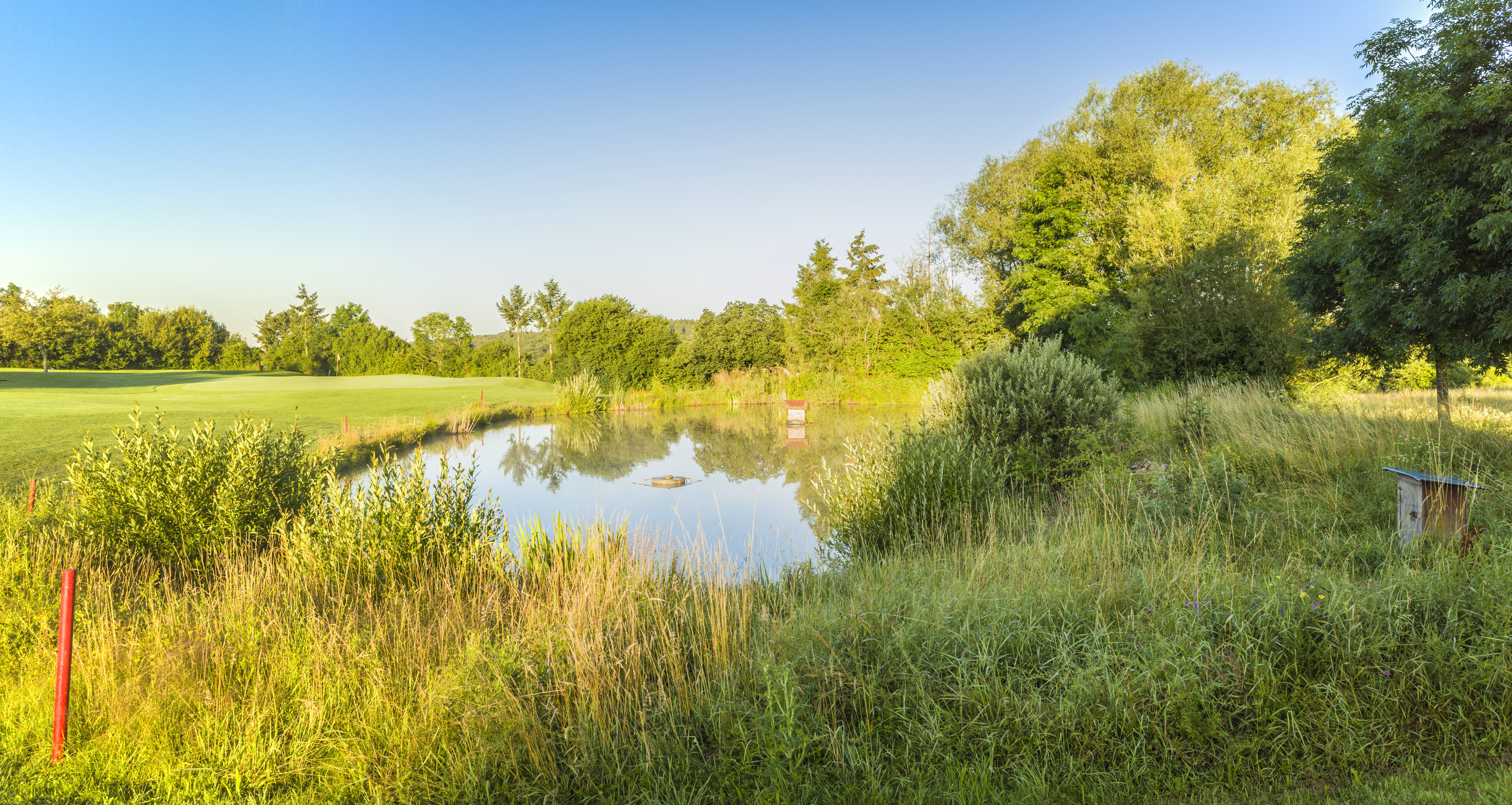
Teich am 14. Grün
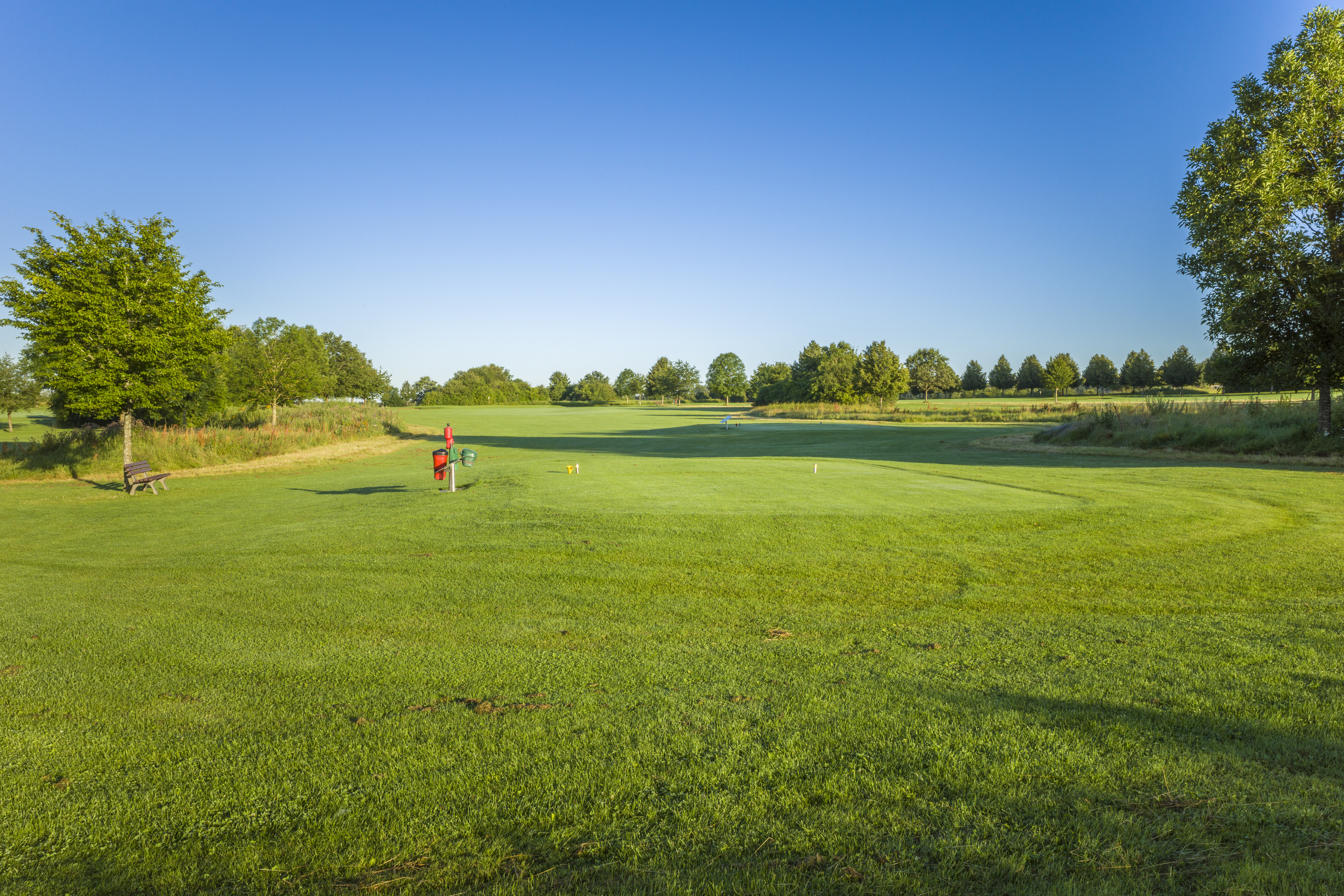
Abschlag Loch 17
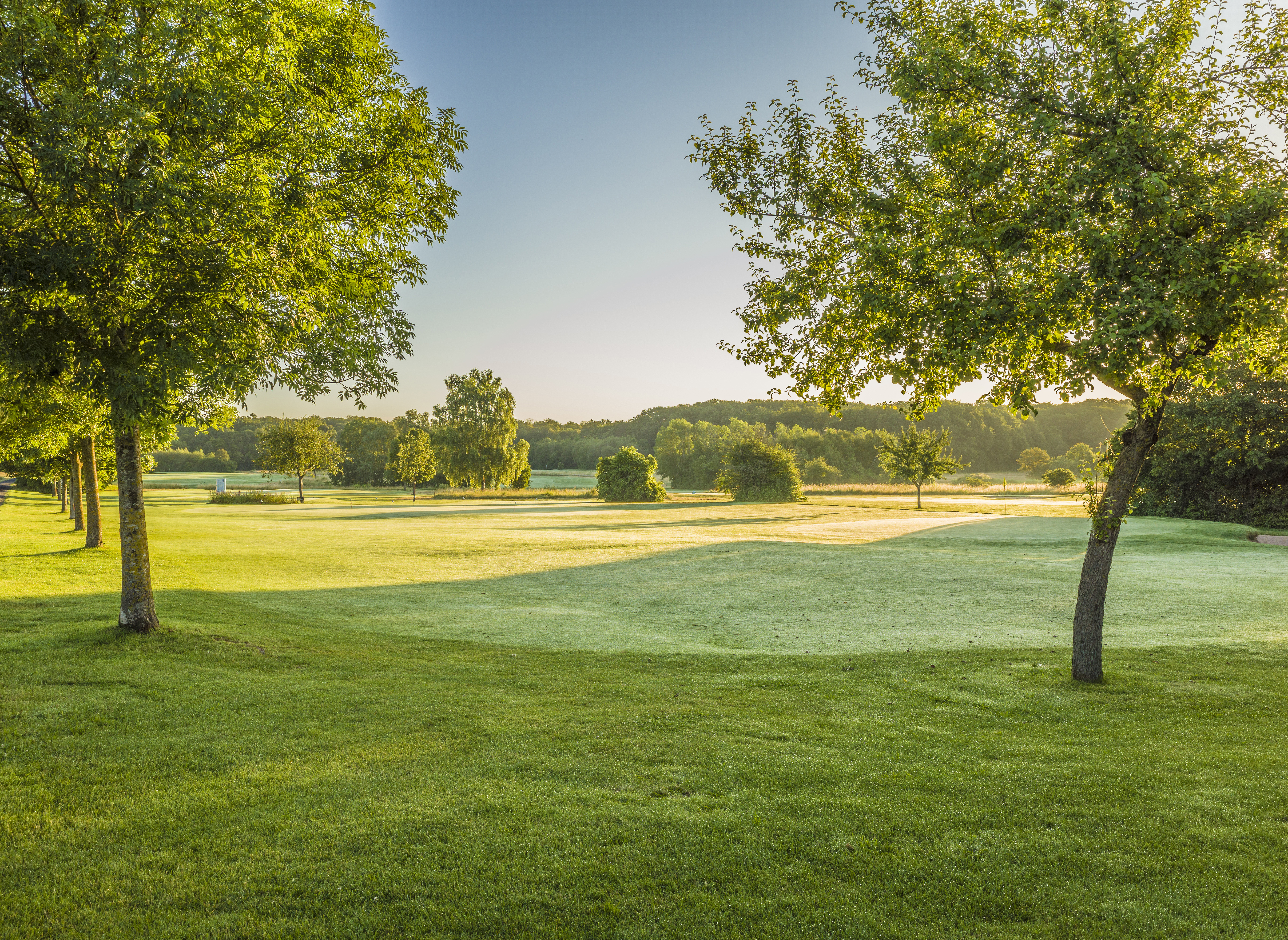
Öffentlicher 6-Loch-Kurzplatz

### Weitere Vereinigungen
Zudem gibt es in Löffelsterz einen Gartenbauverein, die Freiwillige Feuerwehr und eine Musikkapelle.